# РДС-6
РДС-6 е първата съветска и първата в света пригодна за транспортиране водородна бомба, взривена на 12 август 1953 година. Макар и използваща деутериево-тритиева схема на работа, РДС-6 е била по-скоро усилено ядрено устройство, отколкото истинска водородна бомба. Устройството на бомбата е било известно сред руските физици като „Слойка“. Руснаците са създали два типа термоядрени устройства - „Слойка“ (едностепенна водородна бомба) и „Труба“ (двустепенна водородна бомба). Макар „Слойка“-та да е тествана първа, този модел никога не е бил приоритет при ядреното въоръжаване на СССР. Първата  двустепенна съветска водородна бомба (РДС-37) е била взривена на 22 ноември 1955 година край Семипалатинск, Казахстан (тогава в състава на Съветския съюз).